# Арзнинська ГЕС
Арзнинська ГЕС — гідроелектростанція у Вірменії. Знаходячись між Аргельською ГЕС та Канакерською ГЕС, входить до складу дериваційного каскаду на ресурсі з озера Севан, яке дренується річкою Раздан (ліва притока Араксу, який, своєю чергою, є правою притокою Кури, що тече до Каспійського моря).
У межах проєкту на Раздані за допомогою бетонної гравітаційної греблі створили невелике водосховище з об'ємом 150 тис. м3. Звідси по правобережжю прокладена дериваційна траса Арзнинської ГЕС, яка складається з двох каналів загальною довжиною 3,8 км (з двома акведуками) та двох тунелів загальною довжиною 4,1 км. Далі через напірний водовід завдовжки 350 метрів та напірну шахту глибиною 100 метрів ресурс подається до підземного машинного залу.
Основне обладнання станції становлять чотири турбіни типу Френсіс потужністю по 23,5 МВт, які використовують напір у 118 метрів.
За проєктом річний виробіток електроенергії на станції мав становити 300 млн кВт·год електроенергії на рік. Втім, це досягалось використанням природних запасів озера Севан, що призвело до стрімкого зниження його рівня. На тлі спроб відновити озеро наразі Арзнинська ГЕС продукує лише 80 млн кВт·год електроенергії на рік.
Видача продукції відбувається по ЛЕП, розрахованій на роботу під напругою 110 кВ.